# Mana (Buchreihe)
Mana ist eine in Paris bei der Presses Universitaires de France (PUF) seit Mitte der 1940er Jahre erschienene religionswissenschaftliche Buchreihe, an der führende Fachvertreter mitarbeiteten. Ihr vollständiger Name lautet Mana : introduction à l'histoire des religions. 
Sie erschien in verschiedenen Abteilungen: 1. Les anciennes religions orientales (über die altorientalischen Religionen) und 2. Les religions de l'Europe ancienne (über die Religionen im antiken Europa).
Zu ihren Mitarbeitern gehörten Albert Grenier, Joseph Vendryes, Ernest Tonnelat, Boris Ottokar Unbegaun, Jacques Vandier, René Dussaud, Henri-Charles Puech, Charles Picard  und Jacques Duchesne-Guillemin.

## Einzelne Werke
- Grenier, Albert (1.) - Joseph Vendryes, Ernest Tonnelat, B.-O. Unbegaun (2) 1. Les Religions Etrusque et Romaine. 2. Les Religions des Celtes, des Germains et des anciens Slaves

- Edouard Dhorme und René Dussaud / Dhorme: Les religions de Babylonie et d'Assyrie. / Dussaud: Les religions des Hittites et des Hourrites, des Pheniciens et des Syriens. Paris, Presses Universitaires de France, 1945 (Reihe: Mana, Introduction a l'histoire des religions) (2. ed. 1949)

- La religion égyptienne / Vandier, Jacques. - 2. éd., rev. et corr. - Paris: Presses universitaires de France, 1949

- Les religions Étrusque et Romaine: les religions des Celtes, des Germains et des ancient Slaves / Grenier, Albert. - Paris : Universitaires de France, 1948

- La religion de l'Iran ancien / Duchesne-Guillemin, Jacques. - Paris : Presses Universitaires de France, 1962

- Les religions préhelléniques (Crète et Mycènes) / Picard, Charles. - Paris : Presse Univ. de France, 1948